# Ramara (Ontario)
Ramara to gmina (ang. township) w Kanadzie, w prowincji Ontario, w hrabstwie Simcoe.
Powierzchnia Ramara to 417,29 km².
Według danych spisu powszechnego z roku 2001 Ramara liczy 8615 mieszkańców (20,65 os./km²).